# Poecilomorpha divisa
Poecilomorpha divisa is een keversoort uit de familie halstandhaantjes (Megalopodidae). De wetenschappelijke naam van de soort werd in 1895 gepubliceerd door Martin Jacoby.